# 嘉興里 (南投縣)
嘉興里是在南投縣南投市轄下設立的一個地方行政區，位於南投市的西南方，八卦山脈東緣，北連嘉和里，西靠永興里，東鄰千秋里，南接名間鄉。

## 由來
明治三十四年，茄苳腳、石頭公、牛食水等聚落合併為茄苳腳庄，隸屬南投廳南投堡所轄。大正九年，茄苳腳庄改為茄苳腳大字，隸台中州南投郡南投街管轄。中華民國接管臺灣後，民國三十五年（1946年）廢大字設里，原茄苳腳大字以嘉興排水為界，以南設嘉興里，以北設嘉和里。

## 外部連結
- 南投市公所
- 南投縣南投市嘉興社區發展協會（页面存档备份，存于）